# 布仁巴雅尔
布仁巴雅尔（1960年3月6日—2018年9月19日），蒙古族巴爾虎人，中国歌手、作曲家，中国国际广播电台蒙语节目的主持人，国家一级演员。因与妻子乌日娜、侄女英格玛在2006年中国中央电视台春节联欢晚会上演唱《吉祥三宝》得到关注。

## 生平
1960年，布仁巴雅尔出生于内蒙古自治区呼伦贝尔盟的新巴尔虎左旗。“布仁巴雅尔”的蒙古语意为“全喜、吉祥”。13岁时，布仁外出离家上学。1978年，布仁巴雅尔由鄂温克族自治旗乌兰牧骑推荐到呼和浩特市内蒙古艺术学校学习蒙古长调歌曲和马头琴演奏。1980年，到内蒙古艺术学校呼伦贝尔盟分校继续学习，并担任舞蹈班的语文科教学工作，在校期间与后来的妻子，鄂温克族歌手乌日娜相识相恋。1983年，到鄂温克族自治旗乌兰牧骑担任独唱演员和马头琴演奏员。1984年，乌日娜考上位于北京的中央民族学院，两人开始异地恋。1985年，布仁巴雅尔到呼伦贝尔盟电影发行放映公司蒙古语电影配音科工作，从事配音和剧本翻译。1989年2月，布仁巴雅尔与乌日娜结婚。1990年，布仁到北京中国国际广播电台蒙古语部工作，从事新闻时事节目和专题栏目的播音及文字翻译、采访等工作，并担任蒙语主持人。业余时间则一直坚持创作并演唱蒙语歌曲。1991年6月21日，他们女儿诺尔曼出生。
1994年，布仁巴雅尔创作了歌曲《吉祥三宝》，并将其作为生日礼物送给了女儿。1998年，布仁巴雅尔出访法国、德国、瑞士、荷兰等国，进行独唱和马头琴独奏演出，2003年，应邀到俄罗斯布里亚特共和国乌兰乌德市担任“今夜群星灿烂”国际声乐大赛评委。2005年，布仁巴雅尔推出个人第一张音乐专辑《天边》，《吉祥三宝》是其中的主打歌。2006年，布仁巴雅尔与妻子乌日娜、侄女英格玛登上央视春晚演唱《吉祥三宝》。
《吉祥三宝》走红后，布仁巴雅尔夫妇与凤凰卫视中文台台长王纪言和呼伦贝尔市市委共同发起创建“五彩呼伦贝尔传说”儿童合唱团，并担任合唱团的艺术总监。布仁巴雅尔到鄂温克民族聚居区采风，制作并于2008年发行了原生态唱片《历史的声音》。2010年，他创作的原生态舞台剧《敖鲁古雅》在北京首演，创作该剧过程中，布仁曾多次去呼伦贝尔敖鲁古雅民族乡拜访使鹿鄂温克部落的老人，从老人口中记录了大量濒临失传的民歌。
2016年起，布仁巴雅尔自费发起了“拍摄百位呼伦贝尔百岁老人”的项目。2017年，其摄影作品作为内蒙古自治区成立70周年献礼作品在北京展出。2018年，布仁巴雅尔《呼伦贝尔·万岁》人物摄影作品集由新世界出版社出版，9月15日，布仁巴雅尔出席了《呼伦贝尔·万岁》新书发布会暨同名主题影展开幕。
2018年9月19日下午3点15分，布仁巴雅尔因突发心肌梗塞在呼伦贝尔市海拉尔区家中去世，享年58岁。9月22日上午10时，布仁巴雅尔的遗体告别仪式在海拉尔区殡仪馆举行，现场一直循环播放着布仁巴雅尔生前的音乐作品，多名演员、歌手、主持人，以及众多粉丝自发到场送别。

## 作品
| 名称          | 作品类型 | 说明 |
| ------------- | -------- | --- |
| 吉祥三宝      | 歌曲     | 歌曲《吉祥三宝》由布仁巴雅尔于1994年作词作曲，有普通话与蒙古语两个版本，曾被人质疑抄袭法国电影《蝴蝶》的主题曲，但后被证明两曲分别为独立创作 |
| 天边          | 音乐专辑 | 由布仁巴雅尔演唱一部国语音乐专辑，由普罗之声出品，发行于2005年2月28日                                                                        |
| 杭盖          | 音乐专辑 | 布仁巴雅尔个人专辑，由普罗之声出品，发行于2006年4月28日                                                                                      |
| 历史的声音    | 音乐专辑 | 布仁巴雅尔担任艺术总监，并演唱了其中部分歌曲，由广东音像出版社于2008年8月8日发行                                                             |
| 敖鲁古雅      | 舞台剧   | 鄂温克部落原生态舞台剧，由“吉祥三宝”团队创作，2010年首演                                                                                     |
| 呼伦贝尔·万岁 | 摄影集   | 2018年由新世界出版社出版 |

## 荣誉
1987年，获第一届内蒙古自治区蒙语歌曲电视大奖赛二等奖。
1988年，获第一届全国少数民族青年歌手大奖赛一等奖。
1992年，参加全国“歌王歌后”大奖赛，获通俗组“挑战者奖”（三等奖）。
2006年，《吉祥三宝》在“我最喜爱的央视春晚节目”评选中获歌舞类二等奖。
2007年，《吉祥三宝》获得第十届精神文明建设“五个一工程”优秀作品奖。

## 评价
中国中央电视台主持人白岩松称“布仁的歌是来自内心深处的草原之情。我想听过这样的音乐，你也就走进了内蒙古大草原”。